# Stevenage Brook
Der Stevenage Brook ist ein Wasserlauf in Hertfordshire, England. Er entsteht im Süden von Stevenage und fließt in südöstlicher Richtung bis zu seiner Mündung in den River Beane.